# Madeirã
Madeirã é uma povoação portuguesa sede da Freguesia de Madeirã do Município de Oleiros, freguesia com 20,27 km² de área e 154 habitantes (censo de 2021), tendo, por isso, uma densidade populacional de 7,6 hab./km².
Nesta freguesia existe uma unidade hoteleira de Turismo Rural, de nome “Vilar dos Condes”, situada no lugar de Vilares.

## História
A origem deste do seu topónimo parece estar na existência de terrenos predominantemente florestais com boa madeira.[carece de fontes?]
Esta freguesia foi constituida por desanexação de território da Freguesia de Álvaro no ano de 1732. Situa-se a oeste do município fazendo fronteira com os municípios vizinhos da Sertã, por via térrea, e de Pampilhosa da Serra, por via fluvial (rio Zêzere).
Apresenta ainda um núcleo antigo de arquitectura tradicional, encontrando-se muitos dos edifícios habitados e em  bom estado de conservação. 

## Lugares
Além da sede, a Freguesia de Madeirã engloba as seguintes povoações:
- Arteiro
- Aveleira
- Braçal
- Cava
- Cavinha
- Póvoa do Serrado
- Relvas
- Vale Campelo
- Vale da Vila
- Vilar Cimeiro
- Vilar Fundeiro
- Vilar Meio
- Vilarejo
- Vinha Velha

## Demografia
A população registada nos censos foi:

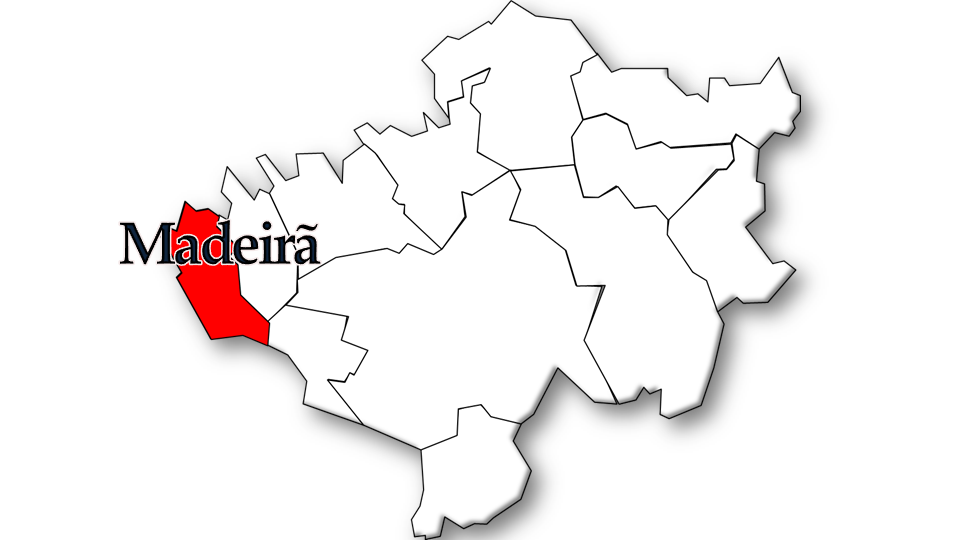
Localização da freguesia no Município de Oleiros

| Ano  | 0-14 Anos | 15-24 Anos | 25-64 Anos | > 65 Anos |
| 2001 | 18        | 23         | 105        | 79        |
| 2011 | 12        | 7          | 96         | 56        |
| 2021 | 9         | 8          | 68         | 69        |

## Património
A nível do seu património religioso destacam-se a Igreja Matriz e a capela do Senhor Jesus de Vale Terreiro.
- Capelas de S. Mateus, de Santa Justa e de S. Miguel
- Ermida e cruzeiro do Sr. Jesus do Vale Terreiro
- Fonte Manuel das Neves
- Lagar de azeite
- Moinhos de água
- Cabeço de Areia
- Trechos da albufeira da Barragem do Cabril e do ribeiro do Porto da Vila

## Gastronomia
São famosas as suas Cavacas e o Bolo de Mel. A produção de Aguardente de Medronho está também bastante associada a esta freguesia.

## Pessoas ilustres
- António Ramos, "O Barbas", uma empresário com destaque na restauração e pela publicidade ao Benfica.
- Alberto Alves Barata, com destaque na exploração eucaliptal e promotor agrícola da região.

## Agremiações culturais e desportivas
- «Grupo dos Amigos da Freguesia da Madeirã»
- ARCA - Associação Recreativa, Cultural e de Melhoramentos da Aldeia da Cava